# Liparis bautingensis
Liparis bautingensis är en orkidéart som beskrevs av Tang och Fa Tsuan Wang. Liparis bautingensis ingår i släktet gulyxnen, och familjen orkidéer. IUCN kategoriserar arten globalt som starkt hotad. Inga underarter finns listade i Catalogue of Life.